# Hipótesis de las múltiples fuentes
La hipótesis de las múltiples fuentes es una propuesta de solución al problema sinóptico, que sostiene que Mateo, Marcos y Lucas no son directamente interdependientes, sino que se han elaborado cada uno de una combinación distinta de documentos anteriores. Abarca una familia de teorías que difieren en los detalles de la naturaleza y las relaciones de estos documentos anteriores.
Una forma temprana de la teoría fue propuesta por Marsh hace más de dos siglos. Más recientemente, Boismard propuso una teoría estructuralmente similar, que fue desarrollada por Rolland y Burkett.
Según estas teorías, el material común entre los tres evangelios sinópticos se deriva en última instancia de un protoevangelio algo parecido a Marcos. Este protoevangelio sufrió dos revisiones independientes, A y B. Marcos fue formado por la recombinación de estas dos revisiones. Mateo fue formado sobre A y Lucas, sobre B. Tanto Mateo y Lucas también extrajeron material de una común fuente Q, así como otras fuentes, base para su material único.